# Pierre Lemaitre
Pierre Lemaitre, född 19 april 1951 i Paris, är en fransk författare. 2013 vann han Goncourtpriset för romanen Au revoir là-haut.
Han har främst gjort sig känd för att skriva kriminalromaner. Au revoir là-haut skiljer sig dock från hans övriga verk då den skildrar två franska före detta soldater efter första världskriget.
Bland hans deckare märks bland annat serien om den mycket kortväxte parisiske poliskommissarien Camille Verhoeven.